# Sporting Club Albi
El Sporting Club Albi es un equipo francés profesional de rugby con sede en la localidad de Albi y que disputa la Nationale 1, la tercera competición de aquella nación.

## Historia
El club fue fundado en diciembre de 1906, como un club deportivo que agrupaba tenis, running y rugby.
Durante la mayor parte de su historia ha disputado la segunda y tercera división del rugby de Francia, su última participación en el Top 14, fue en la temporada 2009-10, en donde descendió inmediatamente luego de lograr solo 3 victorias.